# Meerhout
Meerhout è un comune belga di 9 463 abitanti nelle Fiandre (Provincia di Anversa).